# St. Paris
St. Paris – wieś w Stanach Zjednoczonych, w stanie Ohio, w hrabstwie Champaign.